# Réflexions sur le livre De l'esprit
Les Réflexions sur le livre De l'esprit est une critique de Denis Diderot, rédigée en juillet 1758, qui porte sur l'ouvrage De l'esprit de Claude-Adrien Helvétius.

## Contenu
L'analyse de Diderot est méthodique et évoque successivement les quatre sections de l'ouvrage.
À l'issue de son analyse nuancée, Diderot s'étonne néanmoins que l'ouvrage « ait révolté presque tous les esprits. », car, « tout considéré », il constitue « un furieux coup de massue porté sur les préjugés en tout genre. »

## Éditions
Pour mémoire, le livre d'Helvétius est publié le 27 juillet 1758 et provoque un scandale immédiat.
Le compte rendu de Diderot est paru dans la Correspondance littéraire du 15 août 1758.
- Œuvres complètes de Diderot, volume II, texte établi par J. Assézat et M. Tourneux, Paris, Garnier, 1875, p. 267-274.
- Diderot : œuvres complètes. Tome IX, L’interprétation de la nature, Paris, Hermann, 1981, p. 299-312.